# Klaus Englert
Klaus Englert (* 1. April 1949 in Schrobenhausen) ist ein deutscher Rechtswissenschaftler mit Schwerpunkt im privaten Baurecht, insbesondere Tiefbaurecht.

## Leben
Klaus Englert studierte nach dem Abitur 1968 und der Bundeswehrzeit (Gebirgsjäger Mittenwald, 1968 bis 1970, Offizier d.R.) von 1970 bis 1974 sieben Semester Rechtswissenschaften an der Ludwig-Maximilians-Universität München sowie 1972 an der TU München Bilanzwesen. Von 1974 bis 1977 wirkte er neben dem Referendariat als wissenschaftlicher Assistent am Lehrstuhl für Verwaltungsrecht mit Albrecht Randelzhofer an der LMU München, 1977 erfolgte die Zulassung als Rechtsanwalt, 1978 wurde er an der LMU München mit einer Dissertation zum Transplantationsrecht zum Dr. iur. promoviert. 1989 wurde er Fachanwalt für Arbeitsrecht, 1999 Mediator, 2002 Honorarprofessor und 2005 Fachanwalt für Bau- und Architektenrecht.
Von 2009 bis 2011 bekleidete er das Amt des Präsidenten des Instituts für Deutsches und Internationales Baurecht an der Humboldt-Universität zu Berlin. Nach der Umstrukturierung des Instituts, das ab 2011 als „Institut für Deutsches und Internationales Baurecht der Juristischen Fakultät der Humboldt-Universität zu Berlin“ in Kooperation mit der Deutschen Gesellschaft für Baurecht e. V. bis Ende 2016 geführt wurde, gehörte Englert dem Vorstand an und war zugleich Vorsitzender des Instituts-Beirats sowie des Institutsfördervereins.
Klaus Englert ist seit 2018 verwitwet und hat drei Kinder.

## Wirken
Seit 2002 ist Englert Honorarprofessor für Baurecht an der Fakultät für das Bauingenieurwesen an der HDU Hochschule Deggendorf, die im Jahr 2012 zur THD Technische Hochschule Deggendorf erhoben wurde. Er war außerdem über 20 Jahre Dozent am Haus der Technik e. V., einer Außenstelle der RWTH Aachen und ist seit 2002 Direktor der Akademie für Baumanagement an der Hochschule Deggendorf.
Als Anwalt und Wissenschaftler befasst er sich vor allem mit Fragen des Bau- und Architektenrechts und insbesondere des Tiefbaurechts und des Rechtes der VOB, aber auch als Mitkommentator des BGB-Kommentars von Prütting/Weinreich/Wegen (PWW) mit dem Zivilrecht. Er ist federführender Mitherausgeber des Beck’schen VOB-Kommentars zur VOB/C und veröffentlichte bislang zahlreiche Bücher zum privaten Baurecht und dem von ihm so bezeichneten Bauarbeitsrecht sowie viele Aufsätze. Englert ist Mitherausgeber der Neuen Zeitschrift für Baurecht (NZBau) und arbeitet bei den Fachzeitschriften Baurecht (BauR) und bis 2014 auch Immobilien- und Baurecht (IBR) sowie bis Ende 2018 als Fachbeirat beim „UBB Unternehmerbrief“ des Verlages Ernst & Sohn, Berlin, mit.
Er gehört dem DIN-Normenausschuss für die DIN EN 1997-2 und DIN 4020 für geotechnische Untersuchungen für bautechnische Zwecke sowie dem Arbeitsausschuss des Deutschen Vergabe- und Vertragsausschuss für Bauleistungen (DVA) für die Erarbeitung der VOB/C-Normen 18301 (Bohrarbeiten), 18302 (Spezialtiefbauarbeiten für den Ausbau von Bohrungen), 18305 (Wasserhaltungsarbeiten) und 18327 (neu) (Brunnenbauarbeiten und Erdwärmesonden) ebenso wie den Arbeitskreisen AK 2.11 der Deutschen Gesellschaft für Geotechnik (DGGT-Anforderungen an Sachkunde und Erfahrung zur verantwortlichen Erstellung von geotechnischen Berichten und Fachplanungen im Sinne der DIN EN 1992-2) sowie dem AK „Verschleiß und Verklebung im Tunnel- und Rohrleitungsbau sowie bei Bohrarbeiten“ an. Zudem ist er als Mediator, Schlichter, Adjudikator sowie Schiedsrichter und Schiedsgutachter tätig und war als solcher von 2011 bis 2023 der Leiter des Arbeitskreises „Außergerichtliche Streitlösung in Bausachen“ der Deutschen Gesellschaft für Baurecht e. V.
Er gründete im Jahre 2001 das Centrum für Deutsches und Internationales Baugrund- und Tiefbaurecht e. V. (CBTR) und war dessen erster Präsident. Er amtierte bis 10/2020  als stellvertretender Vorsitzender der Deutschen Gesellschaft für Baurecht e. V. und ist wissenschaftlicher Beirat der STUVA Studiengesellschaft für Verkehrsbauten und Tunnel e. V. sowie des CBTR. Im Jahre 2008 wurde er in die permanente Schiedsgerichtskommission der Deutschen Gesellschaft für Baurecht e. V. und des Deutschen Beton- und Bautechnikvereins e. V. berufen.
Zudem ist er Vorstandsvorsitzender der geschichtswissenschaftlichen Maximiliana-Kocher-M.A.-Stiftung an der Katholischen Universität Eichstätt/Bayern und war von 1989 bis Juni 2011 Aufsichtsratsvorsitzender der Volksbank Schrobenhausen e.G. (Aufsichtsrat seit 1983).
Englert wurde 1984 für die CSU erstmals Stadtrat von Schrobenhausen. In der Zeit von 1990 bis 2002 wirkte er als Kulturreferent, von 1996 bis 2002 auch als 2. Bürgermeister seiner Heimatstadt. Von 2002 bis 2008 gehörte er dem Kreistag im Landkreis Neuburg-Schrobenhausen an. Vom 1. Mai 2008 bis 30. April 2014 war er als Schul- und Musikschulreferent sowie als stellvertretender Vorsitzender des Mittelschul-Verbandes im Rahmen seiner Stadtratstätigkeit aktiv. Seit 1. Mai 2014 bekleidete er als Stadtrat das Amt des Schul- und Kulturreferenten sowie weiterhin des Stellvertreters im Mittelschulverband bis 4/2020.

### Museumsgründer
Im Jahre 1984 initiierte und begründete Englert das Deutsche Spargelmuseum (Eröffnung 1985) in seiner Heimatstadt Schrobenhausen, das im Jahr 1991 als Europäisches Spargelmuseum weltweit bekannt und 1993 als eine der besten Spezialsammlungen Europas von der Kommission des Europarates in Portugal vorgestellt wurde.

## Auszeichnungen
- 2009: Bundesverdienstkreuz am Bande

## Veröffentlichungen

### Wissenschaftliche Werke (Auswahl)
- Englert, Bauer, Grauvogl (Hrsg.): Rechtsfragen zum Baugrund. 2. Auflage. Werner, 1991, ISBN 978-3-8041-1428-9
- Englert, Grauvogl, Maurer (Hrsg.): Handbuch des Baugrund und Tiefbaurechts. 5. Auflage. Werner Verlag, 2016, ISBN 978-3-8041-1445-6
- Englert, Franke, Grieger: Streitlösung ohne Gericht. Werner, 2007, ISBN 978-3-8041-1465-4
- Englert, Katzenbach, Motzke (Hrsg.): Beck’scher VOB-Kommentar, Teil C. 4. Auflage, C.H. Beck und Beute, München, Berlin 2021.
- Englert, Motzke, Wirth (Hrsg.): Baukommentar – BGB, VOB, Baustoffhandel, Baudeliktsrecht, Bauversicherungsrecht, Baustrafrecht. 2. Auflage. Werner, 2009.
- Boley, Englert et al.: Baurecht-Taschenbuch. Sonderbauverfahren Tiefbau. Technische Erläuterungen – Rechtliche Lösungen, 1. Aufl., Verlag Ernst & Sohn, Berlin, 2011.
- Franke, Englert, Miernik, Meyer-Postelt,  Kuffer, SLBau – Streitlösungsordnung für das Bauwesen, 1. Aufl. 2011, 2. Aufl. 2024

### Sonstige Veröffentlichungen
- Asparagus – Vom Zauber des Spargels. 1993, edition q, ISBN 978-3861240600
- mit Hans-Peter Wodarz: Spargel – Geschichte, Anbau, Rezepte. 1985, Prisma Verlag, ISBN 978-3-57009-744-1